# Michael Foley (cyclisme)
Pour les articles homonymes, voir Michael Foley.
Michael Foley, né le 12 janvier 1999 à Milton (Ontario), est un coureur cycliste canadien, spécialiste des épreuves d'endurance sur piste.

## Palmarès sur piste

### Jeux olympiques
- Tokyo 2020
  - 5e de la poursuite par équipes
  - 12e de la course à l'américaine
- Paris 2024
  - 7e de la poursuite par équipes

### Championnats du monde
- Apeldoorn 2018
  - 8e de la poursuite par équipes
- Pruszków 2019
  - 4e de la poursuite par équipes

### Coupe du monde
- 2017-2018
  - 2e de la poursuite par équipes à Milton
- 2018-2019
  - 3e de la poursuite par équipes à Berlin

### Coupe des nations
- 2021
  - 2e de la poursuite par équipes à Cali

### Jeux du Commonwealth
| Édition / Épreuve | Poursuite par équipes |
| Gold Coast 2018   | Bronze                |

### Championnats panaméricains
- Cochabamba 2019
  -  Médaillé d'or de la poursuite par équipes (avec Vincent De Haître, Derek Gee et Jay Lamoureux)
  -  Médaillé d'or de la course aux points
- Lima 2022
  -  Médaillé d'or de la poursuite par équipes (avec Evan Burtnik, Chris Ernst et Sean Richardson)
  -  Médaillé d'or de l'américaine (avec Dylan Bibic)
  -  Médaillé d'argent de la course aux points
- San Juan 2023
  -  Médaillé d'or de la poursuite par équipes (avec Dylan Bibic, Mathias Guillemette et Sean Richardson)
  -  Médaillé d'argent de la poursuite individuelle

### Jeux panaméricains
- Santiago 2023
  -  Médaillé d'or de la poursuite par équipes

### Championnats nationaux
| - 2017 - 2e du championnat du Canada de poursuite par équipes - 2018 - Champion du Canada de poursuite par équipes - Champion du Canada de l'américaine (avec Derek Gee) - 2e du championnat du Canada de course aux points - 2e du championnat du Canada de poursuite - 2e du championnat du Canada de l'omnium - 2019 - Champion du Canada de poursuite par équipes - Champion du Canada de l'américaine (avec Derek Gee) - 2e du championnat du Canada de l'omnium - 3e du championnat du Canada de poursuite - 2020 - Champion du Canada de poursuite par équipes - 2e du championnat du Canada de l'omnium - 3e du championnat du Canada de poursuite | - 2022 - Champion du Canada de poursuite - 2e du championnat du Canada de poursuite par équipes - 2e du championnat du Canada de vitesse par équipes - 2023 - Champion du Canada de poursuite - 2e du championnat du Canada de l'omnium - 3e du championnat du Canada du scratch - 2024 - Champion du Canada du scratch - 2e du championnat du Canada de l'américaine - 3e du championnat du Canada de l'élimination - 2025 - Champion du Canada de poursuite - Champion du Canada de l'omnium - 2e du championnat du Canada de course aux points |  |

## Palmarès sur route
- 2017
  - 3e du championnat du Canada sur route juniors
- 2022
  -  Champion du Canada du critérium
- 2024
  - 2e étape du Tour de Beauce